# Hesperantha saxicola
Hesperantha saxicola är en irisväxtart som beskrevs av Peter Goldblatt. Hesperantha saxicola ingår i släktet Hesperantha och familjen irisväxter. Inga underarter finns listade i Catalogue of Life.